# Kyra (village)
Kyra (en russe : Кыра) est un village et municipalité du raïon de Kyra du kraï de Transbaïkalie, en Russie. Sa population s'élevait à 3 820 habitants au recensement de 2021.

## Géographie
Le village de Kyra se situe dans le kraï de Transbaïkalie, un kraï situé en Transbaïkalie, région de Sibérie orientale, en Russie. Il fait partie du district fédéral extrême-oriental. Le village est le centre administratif du raïon de Kyra, un raïon du kraï, et l'établissement rural de Kyra, une municipalité,.   
Le fuseau horaire du village est MSK+6 (heure de Iakoutsk). Le décalage horaire appliqué par rapport au temps universel coordonné est +09:00.  

## Histoire
Le village a été fondé en 1728.

## Démographie
Recensements (*) et estimations de la population,,:
| 2002 * | 2010* | 2021* | - |
| ------ | ----- | ----- | - |
| 4 654  | 4 563 | 3 820 | - |